# Claudia Riegler (snowboardzistka)
Claudia Riegler (ur. 7 lipca 1973 w Wiedniu) – austriacka snowboardzistka, trzykrotna medalistka mistrzostw świata.

## Kariera
Nigdy nie startowała na mistrzostwach świata juniorów. W zawodach Pucharu Świata zadebiutowała 24 listopada 1994 roku w Zell am See, zajmując 14. miejsce w slalomie równoległym. Tym samym już w swoim debiucie zdobyła pierwsze pucharowe punkty. Na podium po raz pierwszy stanęła 5 marca 1997 roku w Grächen, gdzie była druga w snowcrossie. W zawodach tych rozdzieliła Sondrę van Ert z USA i swą rodaczkę Ursulę Fingerlos. Nieco ponad dwa lata później, 11 marca 1999 roku w Olang, odniosła swoje pierwsze pucharowe zwycięstwo, wygrywając rywalizację w gigancie równoległym. Najlepsze wyniki osiągnęła w sezonie 2001/2002, kiedy to była szósta w klasyfikacji generalnej. Ponadto w sezonie 2007/2008 była trzecia w klasyfikacji PAR.
Największy sukces w karierze osiągnęła w 2015 roku, kiedy zdobyła złoty medal w gigancie równoległym podczas mistrzostw świata w Kreischbergu. Wyprzedziła tam Rosjankę Alonę Zawarziną i Tomokę Takeuchi z Japonii. Na rozgrywanych cztery lata wcześniej mistrzostwach świata w La Molinie wywalczyła dwa medale. Najpierw zajęła drugie miejsce w gigancie, rozdzielając Zawarzinę i kolejną Austriaczkę, Doris Günther. Trzy dni później była trzecia w slalomie równoległym, plasując się za Hilde-Katrine Engeli z Norwegii i Holenderką Nicolien Sauerbreij. Była też między innymi trzykrotnie piąta: w snowcrossie i gigancie równoległym na mistrzostwach świata w Berchtesgaden w 1999 roku oraz slalomie równoległym podczas mistrzostw świata w Gangwon w 2009 roku.
W 2002 roku wystartowała na igrzyskach olimpijskich w Salt Lake City, kończąc rywalizację w gigancie równoległym na 28. pozycji. Najlepszy wynik olimpijski osiągnęła w 2010 roku, kiedy zajęła siódme miejsce w gigancie równoległym na igrzyskach w Vancouver. Brała też udział w igrzyskach olimpijskich w Soczi w 2014 roku, gdzie była jedenasta w slalomie i dwunasta w gigancie.
Jej siostra Manuela Riegler również była snowboardzistką.
Nie należy jej mylić z jej imienniczką, reprezentantką Nowej Zelandii w narciarstwie alpejskim.

## Osiągnięcia

### Igrzyska olimpijskie
| Miejsce | Dzień     | Rok  | Miejscowość    | Konkurencja       | Zwyciężczyni        |
| ------- | --------- | ---- | -------------- | ----------------- | ------------------- |
| 28.     | 15 lutego | 2002 | Salt Lake City | Gigant równoległy | Isabelle Blanc      |
| 7.      | 26 lutego | 2010 | Vancouver      | Gigant równoległy | Nicolien Sauerbreij |
| 11.     | 19 lutego | 2014 | Soczi          | Gigant równoległy | Patrizia Kummer     |
| 12.     | 22 lutego | 2014 | Soczi          | Slalom równoległy | Julia Dujmovits     |
| DNF     | 24 lutego | 2018 | Pjongczang     | Gigant równoległy | Ester Ledecká       |

### Mistrzostwa świata
| Miejsce | Dzień       | Rok  | Miejscowość          | Konkurencja       | Zwyciężczyni                |
| ------- | ----------- | ---- | -------------------- | ----------------- | --------------------------- |
| 7.      | 23 stycznia | 1997 | San Candido          | Slalom            | Heidi Renoth                |
| 12.     | 25 stycznia | 1997 | San Candido          | Slalom równoległy | Dagmar Mair unter der Eggen |
| 18.     | 26 stycznia | 1997 | San Candido          | Snowboardcross    | Karine Ruby                 |
| 5.      | 14 stycznia | 1999 | Berchtesgaden        | Gigant równoległy | Isabelle Blanc              |
| 9.      | 15 stycznia | 1999 | Berchtesgaden        | Slalom równoległy | Marion Posch                |
| 5.      | 17 stycznia | 1999 | Berchtesgaden        | Snowboardcross    | Julie Pomagalski            |
| 18.     | 23 stycznia | 2001 | Madonna di Campiglio | Gigant            | Karine Ruby                 |
| DNF     | 26 stycznia | 2001 | Madonna di Campiglio | Slalom równoległy | Karine Ruby                 |
| 11.     | 28 stycznia | 2001 | Madonna di Campiglio | Snowboardcross    | Karine Ruby                 |
| 16.     | 13 stycznia | 2003 | Kreischberg          | Gigant równoległy | Ursula Bruhin               |
| 6.      | 15 stycznia | 2003 | Kreischberg          | Slalom równoległy | Isabelle Blanc              |
| 15.     | 19 stycznia | 2005 | Whistler             | Slalom równoległy | Daniela Meuli               |
| 7.      | 20 stycznia | 2009 | Gangwon              | Gigant równoległy | Marion Kreiner              |
| 5.      | 21 stycznia | 2009 | Gangwon              | Slalom równoległy | Fränzi Mägert-Kohli         |
| 2.      | 19 stycznia | 2011 | La Molina            | Gigant równoległy | Alona Zawarzina             |
| 3.      | 21 stycznia | 2011 | La Molina            | Slalom równoległy | Hilde-Katrine Engeli        |
| 9.      | 25 stycznia | 2013 | Stoneham             | Gigant równoległy | Isabella Laböck             |
| 15.     | 27 stycznia | 2013 | Stoneham             | Slalom równoległy | Jekatierina Tudiegieszewa   |
| 1.      | 23 stycznia | 2015 | Kreischberg          | Gigant równoległy | -                           |
| DSQ     | 16 marca    | 2017 | Sierra Nevada        | Gigant równoległy | Ester Ledecká               |
| 33.     | 4 lutego    | 2019 | Park City            | Gigant równoległy | Selina Jörg                 |
| 24.     | 5 lutego    | 2019 | Park City            | Slalom równoległy | Julie Zogg                  |
| 4.      | 1 marca     | 2021 | Rogla                | Gigant równoległy | Selina Jörg                 |
| 8.      | 2 marca     | 2021 | Rogla                | Slalom równoległy | Sofija Nadyrszyna           |

### Puchar Świata

#### Miejsca w klasyfikacji generalnej
- sezon 1994/1995: -
- sezon 1995/1996: 25.
- sezon 1996/1997: 8.
- sezon 1997/1998: 21.
- sezon 1998/1999: 11.
- sezon 1999/2000: 13.
- sezon 2000/2001: 20.
- sezon 2001/2002: 6.
- sezon 2002/2003: 7.
- sezon 2003/2004: 11.
- sezon 2004/2005: -
- sezon 2005/2006: 94.
- sezon 2006/2007: 17.
- sezon 2007/2008: 9.
- sezon 2008/2009: 11.
- sezon 2009/2010: 10.
- sezon 2010/2011: 8.
- sezon 2011/2012: 9
- sezon 2012/2013: 8.
- sezon 2013/2014: 16.
- sezon 2014/2015: 7.
- sezon 2015/2016: 14.
- sezon 2016/2017: 9.
- sezon 2017/2018: 10.
- sezon 2018/2019: 13.
- sezon 2019/2020: 6.
- sezon 2020/2021: 8.
- sezon 2021/2022: 16.

#### Zwycięstwa w zawodach
1. Olang – 11 marca 1999 (gigant równoległy)
2. San Candido – 12 marca 2000 (snowcross)
3. Ruka – 17 marca 2001 (snowcross)
4. Ruka – 14 marca 2002 (slalom równoległy)
5. Moskwa – 7 marca 2015 (slalom równoległy)
6. Bad Gastein – 8 stycznia 2019 (slalom równoległy)

#### Pozostałe miejsca na podium w zawodach
1. Grächen – 5 marca 1997 (snowcross) – 2. miejsce
2. Gstaad – 20 stycznia 1999 (gigant) – 3. miejsce
3. Mont-Sainte-Anne – 30 stycznia 1999 (gigant) – 2. miejsce
4. Sapporo – 18 lutego 2000 (gigant równoległy) – 3. miejsce
5. Sapporo – 1 marca 2002 (gigant równoległy) – 3. miejsce
6. Ruka – 15 marca 2002 (snowcross) – 3. miejsce
7. Sölden – 30 października 2002 (slalom równoległy) – 3. miejsce
8. Winterberg – 6 lutego 2005 (slalom równoległy) – 3. miejsce
9. Stoneham – 16 marca 2007 (gigant równoległy) – 2. miejsce
10. La Molina – 19 stycznia 2008 (gigant równoległy) – 2. miejsce
11. La Molina – 20 stycznia 2008 (slalom równoległy) – 3. miejsce
12. Valmalenco – 15 marca 2008 (gigant równoległy) – 3. miejsce
13. Kreischberg – 6 stycznia 2009 (gigant równoległy) – 3. miejsce
14. Landgraaf – 9 października 2009 (slalom równoległy) – 3. miejsce
15. Bad Gastein – 9 stycznia 2011 (slalom równoległy) – 3. miejsce
16. Stoneham – 20 lutego 2011 (gigant równoległy) – 2. miejsce
17. Bad Gastein – 11 stycznia 2013 (slalom równoległy) – 3. miejsce
18. Rogla – 8 lutego 2013 (gigant równoległy) – 3. miejsce
19. Cortina d’Ampezzo – 15 grudnia 2017 (gigant równoległy) – 3. miejsce
20. Rogla – 20 stycznia 2018 (gigant równoległy) – 2. miejsce
21. Bannoje – 8 grudnia 2019 (gigant równoległy) – 3. miejsce
22. Cortina d’Ampezzo – 14 grudnia 2019 (gigant równoległy) – 3. miejsce

- W sumie (6 zwycięstw, 6 drugich i 16 trzecich miejsc).